# سینمای ایران
سینمای ایران به صنعت سینما و پویانمایی در ایران گفته می‌شود. سینمای ایران در چندین دوره، مورد ستایش جهان خارج بوده و دستاوردهایی داشته است.
در دورهٔ پهلوی، افزون بر حضور قابل توجه فیلم‌های ایرانی در جشنواره‌های فیلم جهانی، این کشور خود نیز به میزبانی پراهمیت از رویدادهای بین‌المللی سینما در جهان، تبدیل شده بود. جشنواره جهانی فیلم تهران در دههٔ ۱۳۵۰، مهم‌ترین جشنوارهٔ سینمایی در آسیا و تنها جشنوارهٔ ردهٔ «الف» از دید فدراسیون بین‌المللی تهیه‌کنندگان در آسیا به‌شمار می‌رفت. پس از انقلاب ۱۳۵۷، حکومت جدید، نخست، فیلم‌سازی را محدود کرد. سپس در صورت تبلیغ ارزش‌های اسلامی، به کارگردانان کمک مالی رساند. در حدود دههٔ ۱۳۷۰، شوق نخستینِ انقلابی، با خواسته‌های میانه‌روی سیاسی و روابط بهتر با غرب جایگزین شد و سینمای این کشور پیشرفت کرد.
پس از انقلاب شماری از کارگردانان ایرانی که از ایران خارج شدند، به ساخت فیلم در خارج از کشور پرداختند. همچنین شماری از فیلم‌ها که برای سینمای عامه‌پسند ایران به کار برده شد، به «فیلمفارسی» مشهور شدند. در دورهٔ جمهوری اسلامی با انحصاری شدن سینما در دست نظام و حذف‌شدن بخش خصوصی این کشور، محدودیت‌های سنگینی بر فیلم‌سازان اهل ایران تحمیل شد. سانسور پس از انقلاب ۱۳۵۷، چالشی جدی برای سینمای ایران است. در ایران، ۲۱ شهریور به عنوان روز سینما نام گرفته است.

## تاریخچه

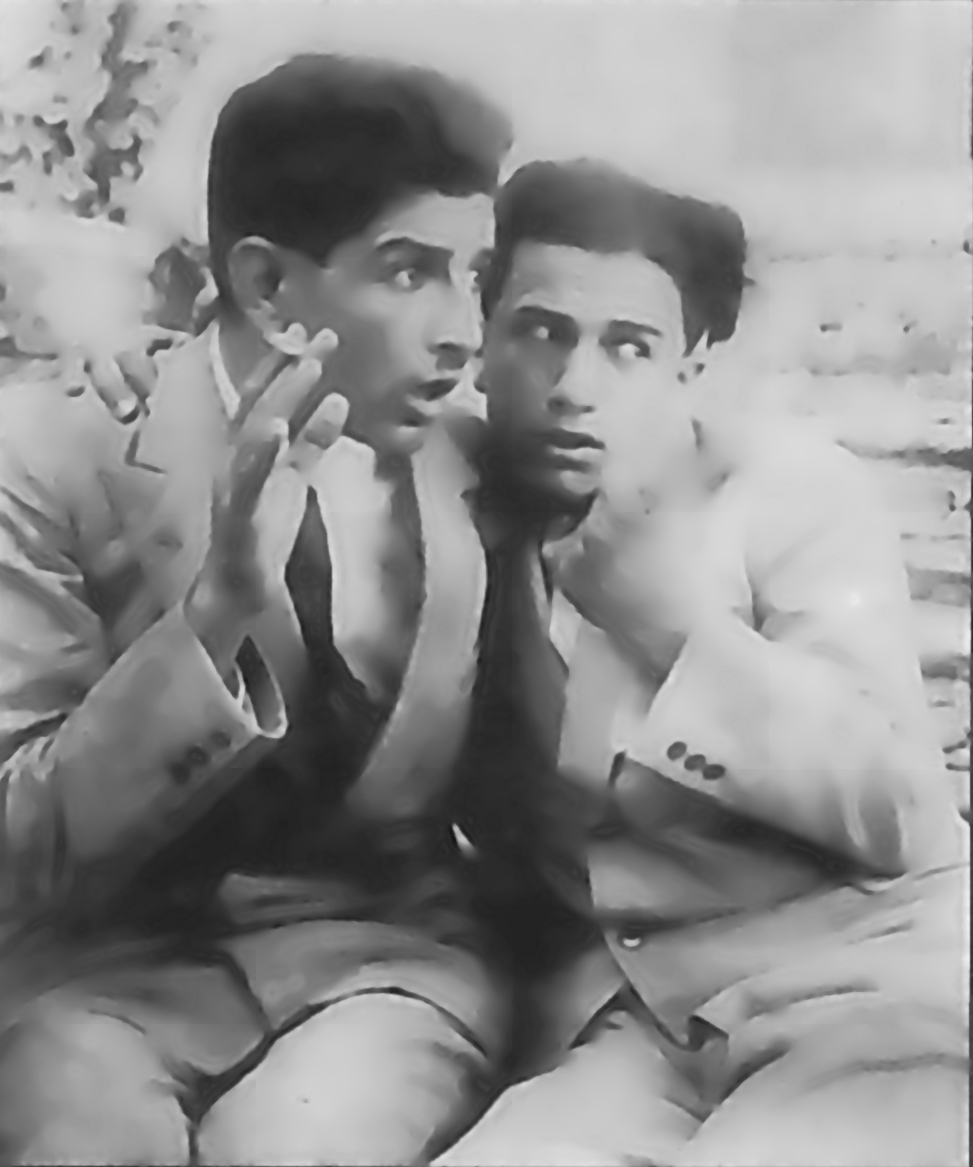
آبی و رابی (نخستین فیلم صامت ایرانی)

ورود نخستین دوربین فیلم‌برداری (دستگاه سینماتوگراف) در زمان مظفرالدین‌شاه، به سال ۱۲۷۹ خورشیدی، آغازگر تاریخ سینمای ایران است. مظفرالدین شاه در یکی از سفرهایش به فرانسه از دستگاه سینماتوگراف خوشش آمد و به میرزا ابراهیم‌خان صحاف باشی دستور خریداری آن را داد. شاه که مجذوب کارناوال‌ها و جشنواره‌های فرنگی بود، دستور داد تا از کارناوال اسناند فیلم برداشته شود و این نخستین تصاویری بود که سینماتوگراف ابتیاع شده ضبط کرد.
نخستین سالن سینمای ایران را در سال ۱۲۷۹ خورشیدی (تنها ۵ سال پس از اینکه برادران لومیر سینما را اختراع کردند) با نام «سینما سولی» مبلغین مذهبی کلیسای کاتولیک در شهر تبریز تأسیس کردند؛ امّا این سینما به دلیل عدم دسترسی به فیلم‌های روز، در سال ۱۲۹۵ خورشیدی تعطیل شد.
نخستین محل پخش فیلم در سال ۱۲۸۳ توسط ابراهیم خان صحاف‌باشی در خیابان چراغ گاز افتتاح شد و در آن فیلم‌های کمدی کوتاه نمایش داده شد. اما نخستین سالن عمومی سینما در تهران توسط مهدی‌خان روسی در سال ۱۲۸۶ خورشیدی در خیابان علاءالدوله (فردوسی) افتتاح شد. او پس از مدتی با اجاره بالاخانه‌ای در خیابان لاله‌زار، سالن سینمای خود را به آنجا برد.
قدیمی‌ترین سالن سینمای ایران که همچنان فعال است، سینمای صنعت نفت مسجدسلیمان است که به دنبال اکتشاف نفت در این شهر (۱۲۸۷ خورشیدی) احداث شد. این سینما جدیدترین فیلم‌ها را همزمان با تهران نمایش می‌داد. سینمای صنعت نفت مسجدسلیمان به دلیل قدمت و فرسودگی مدتی تعطیل بود، تا اینکه در سال ۱۳۸۹ خورشیدی مورد مرمت و بازسازی کامل قرار گرفت و فعالیت خود را مجدداً شروع کرد. همچنین در همان سال (۱۲۸۷ خورشیدی) و همزمان با احداث پالایشگاه نفت در آبادان، این شهر نیز صاحب سینما شد.
نخستین فیلم ناطق فارسی، فیلم دختر لر است که اردشیر ایرانی آن را در سال ۱۳۱۲ خورشیدی ساخته است.
تا سال ۱۳۰۹ خورشیدی، سینماهای ساخته شده به نمایش فیلم‌های غربی که در مواردی زیرنویس فارسی داشتند، می‌پرداختند. تا اینکه در این سال، اوانس اوهانیانس نخستین فیلم بلند سینمایی ایران را به نام آبی و رابی ساخت.

### دهه‌های ۱۳۲۰ و ۱۳۳۰
در دههٔ ۱۳۲۰ شرکت‌های سینمایی ایرانی پدیدار شدند و سینما میان مردم این کشور، همگانی‌تر شد.
در دههٔ ۱۳۳۰، پیشرفت سینمای این کشور ادامه یافت و در نمونه‌ای، شهلا ریاحی با ساخت مرجان به نخستین کارگردان زن ایرانی تبدیل شد. در این دهه، پویانمایی وارد ایران شد و نخستین تلاش‌های ساخت پویانمایی ایرانی، در ادارهٔ کل فرهنگ و هنرهای زیبای تهران صورت گرفت. نخستین فیلم کوتاه پویانمایی در ایران، توسط اسفندیار احمدیه با عنوان ملانصرالدین در ۱۳۳۶ ساخته شد.
اسماعیل کوشان، ساموئل خاچیکیان، هوشنگ کاووسی، فرخ غفاری فیلم‌سازان مطرح این دوره به‌شمار می‌آیند که از این میان اسماعیل کوشان در تثبیت جریان سینمای تجاری عامه‌پسند ایرانی موسوم به فیلمفارسی نقش عمده‌ای داشت.

### دهه‌های ۱۳۴۰ و ۱۳۵۰: گنج قارون و موج نوی سینمای ایران

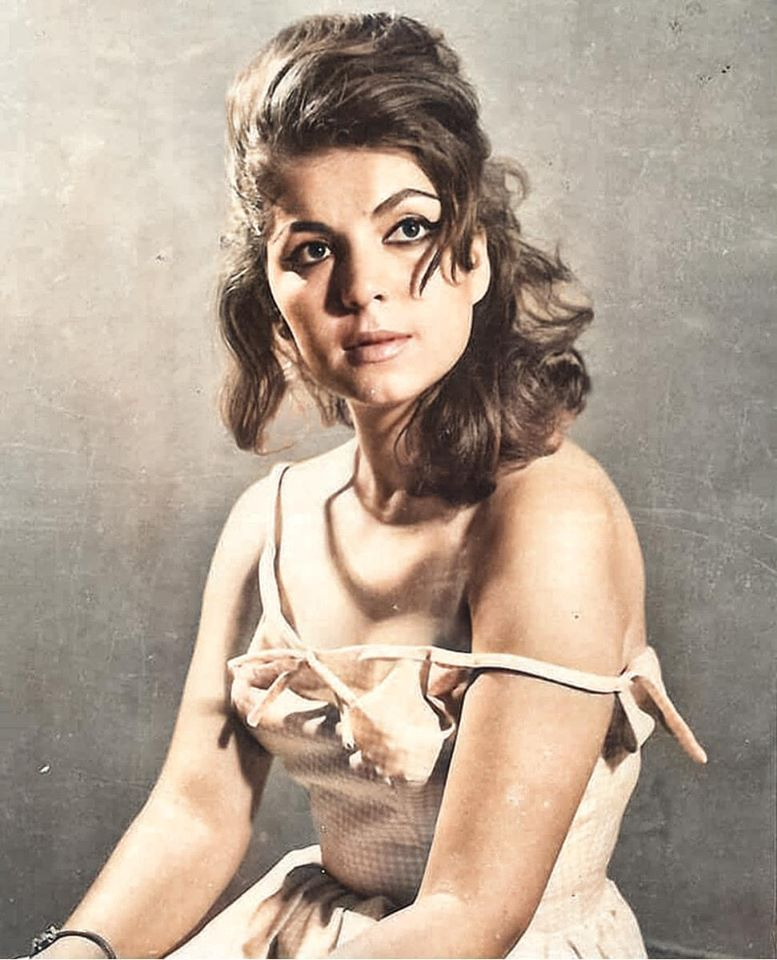
فروزان، «ستارهٔ سینمای پیش از انقلاب» که نام وی، تضمین‌گر فروش فیلم‌هایش شده بود.

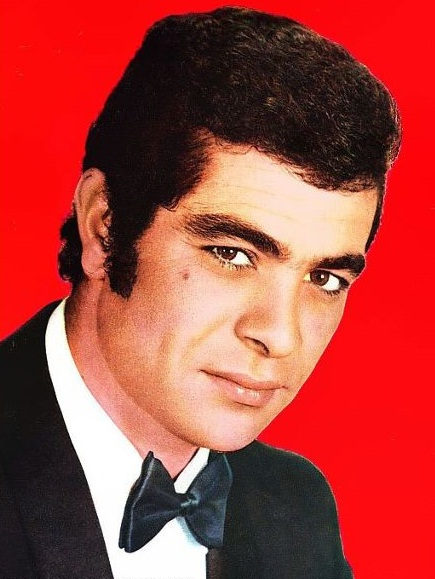
بهروز وثوقی که دستاوردهای داخلی و فرامرزی مهمی داشته است.

در دههٔ ۱۳۴۰، سینمای فارسی‌زبان، یکی از دوره‌های اوج خود را تجربه کرد؛ فیلم‌هایی چون گنج قارون، گاو و قیصر در این دوران نمایش یافتند. بنیان‌گذاری نهادی که پخش‌کنندهٔ فیلم‌های کودکان هم باشد، با عنوان کانون پرورش فکری کودکان و نوجوانان در همین دهه، فرصتی مناسب برای شکل‌گیری سینمای فرهنگی در ایران شد.
به شکلی دقیق‌تر، با نمایش گنج قارون در سال ۱۳۴۴، سینمای فیلم‌فارسی اوج خود را تجربه کرد و موجی از فیلم‌های «گنج قارونی» سینماهای ایران را درنوردید. در سال ۱۳۴۸ با پیدایش فیلم‌هایی چون گاو و قیصر تغییری اساسی ایجاد شد؛ جریان تازه‌ای که موج نوی سینمای ایران لقب گرفت. از سویی بنیان‌گذاری کانون پرورش فکری کودکان و نوجوانان در سال ۱۳۴۸ شانسی برای شکل‌گیری سینمای فرهنگی بهتری در ایران شد. همکاری یونسکو با این کانون به عنوان پخش‌کننده فیلم‌های کودکان در ایران که با فرستادن نورالدین زرین‌کلک به بلژیک عملی گردید، اثری مهم بر بالابردن سطح فرهنگی کانون گذاشت. جریان فرهنگی شکل‌گرفته از سوی سینماگران پیش‌رو همراه با ایجاد کانون پرورش فکری و همچنین کاهش استقبال همگانی از عناصر سرگرم‌کننده‌ای مانند خشونت، سکس، جاهل مسلکی در میان جوانان و به ویژه تحصیل‌کردگان کشور عواملی بودند که دست در دست هم، جریان نو و سازنده‌ای را در سینمای ایران طی سال‌های ۵۰ تا ۵۷ به وجود آوردند. سهراب شهید ثالث، بهرام بیضایی، عباس کیارستمی، خسرو سینایی، کامران شیردل، داریوش مهرجویی، ناصر تقوایی، مسعود کیمیایی، علی حاتمی، امیر نادری ،فریدون گله، بهمن فرمان آرا، خسرو هریتاش، پرویز کیمیاوی و… از کسانی بودند که با بهانه‌های غیرتجاری نقشی درخور در این جریان داشتند و مقدمه‌هایی را ساختند تا سینمای ایران گام‌های مهمی در سال‌های پسین بردارد.
پیش از انقلاب ۱۳۵۷، افزون بر حضورهای قابل توجه فیلم‌های ایرانی در جشنواره‌های فیلم جهانی، این کشور خود نیز به میزبانی پراهمیت از رویدادهای بین‌المللی سینما در جهان، تبدیل شده‌بود. جشنواره جهانی فیلم تهران در دههٔ ۱۳۵۰، مهم‌ترین جشنوارهٔ سینمایی در آسیا و تنها جشنوارهٔ ردهٔ الف از دید فدراسیون بین‌المللی تهیه‌کنندگان در آسیا به‌شمار می‌رفت. پیش از انقلاب ۱۳۵۷، برای هر ۷۰ هزار نفر یک سینما وجود داشته است.
تا پیش از انقلاب ۱۳۵۷، بیشتر مردم ساکن روستاها و شهرهای کوچک ایران که دارای تعصب‌های مذهبی بودند، هرگز به سالن‌های سینما نرفتند و گونه‌ای تحریم دینی ضد سینمای ایران وجود داشت. در نمونه‌ای اما در شهری مذهبی چون قم، در سال ۱۳۴۷ سینمایی نوین گشایش یافت اما تنها چند روز در برابر مذهبیون دوام آورد. مردم متعصب این شهر، با تحریک ملایان شیعه به این سینما ریخته و به غارت آن پرداختند. اما پس از انقلاب، این تحریم مذهبی ضد سینما، حذف شد.

### پس از انقلاب ۱۳۵۷
«وقتی آدم وارد کادر سینمای امروز ایران می‌شود، بغض می‌کند، همه با یک نظر دیگر به آدم نگاه می‌کنند. برای من آن گذشته‌ها بسیار شیرین است. هم خوب بود و هم زود سپری شد.»
حسن رضیانی دربارهٔ تجربه‌اش از سینمای پس از انقلاب ۱۳۵۷ ایران.

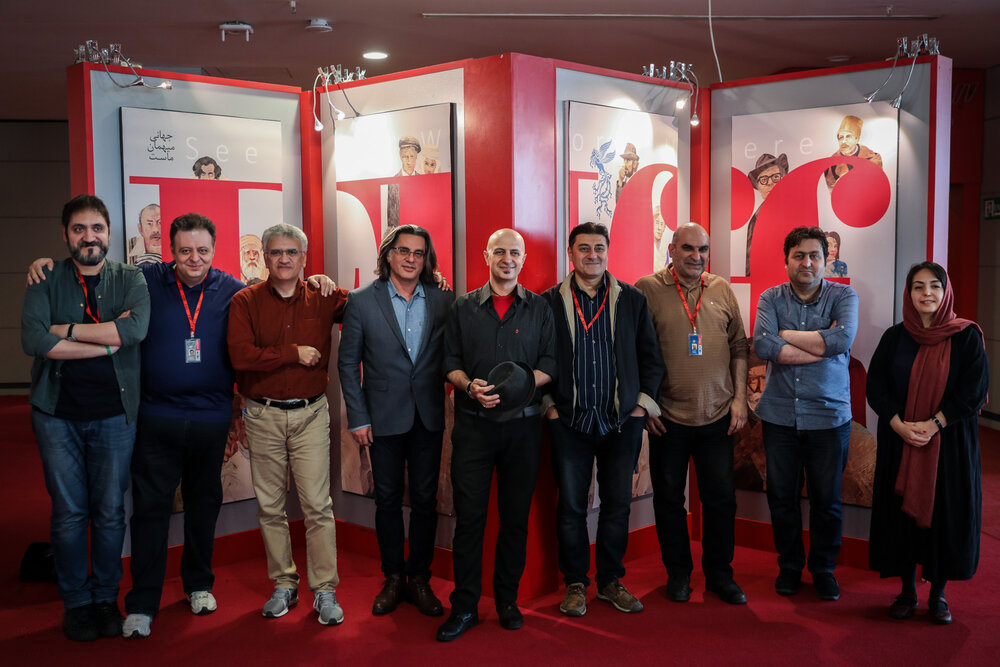
منتقدان فیلم ایرانی در سی و هفتمین جشنواره جهانی فیلم فجر

پس از انقلاب ۵۷، سیاست کلّی نظام جمهوری اسلامی ایران، حذف نمادها و نشانه‌های ملّی و غیراسلامی و همچنین حذف شخصیت‌های مخالف و غیرخودی از تمامی عرصه‌های عمومی، از اقتصاد و سیاست گرفته تا فرهنگ و جامعه بود. در سال‌های آغازین، حکومت با تشکیل بنیاد سینمایی فارابی و سازمان تبلیغات اسلامی در تلاش برای ساخت فیلم‌هایی با مضامین انقلابی و اسلامی و ساختن یک هژمونی غالب در روایت تاریخ و ساختاری متفاوت با سینمای پیش از انقلاب بود؛ امّا بیشتر این محصولات فرهنگی با وجود حمایت همه‌جانبهٔ سازمان‌های دولتی و نمایش‌های تلویزیونی مکرر و تسخیر طولانی مدّت اکران سینماها، به دلایلی همچون ضعف ساختاری و سینمایی برای مخاطبان جذابیتی نداشتند و پس از مدّتی به فراموشی سپرده شدند.
با وجود اینکه بسیاری از مردم و سینماگران باور داشتند که با سرنگونی حکومت پهلوی و بر سر کار آمدن حکومتی مذهبی، سینمای ایران نیز برای همیشه برچیده می‌شود؛ امّا چنین نشد. پس از انقلاب، سینمای ایران تا چندین سال، گرفتار سردرگمی بود. به‌طور کلّی، رابطهٔ میان سینماگران ایران با جمهوری اسلامی، از انقلاب ۱۳۵۷ تا به امروز بسیار پیچیده بوده است. این رابطه در دوران گوناگون این دوره، حالت‌هایی گوناگون نیز داشت؛ گاه حالت اعتراضی گرفت، گاه با گونه‌ای انفعال همراه شد و گاه نیز با مذاکره پیش رفت و با وجود داشتن چالش‌هایی با سیاست و نظر مسئول‌های سینمایی، در پایان به پذیرش اصول و ادامه یافتن فعالیت در چهارچوب مورد نظر مسئولان نظام جمهوری اسلامی منجر شده است. در این دوره با انحصاری شدن سینما در دست دولت ایران و حذف‌شدن بخش خصوصی این کشور، محدودیت‌هایی سنگین به فیلم‌سازان اهل ایران تحمیل شد. سانسور پس از انقلاب ۱۳۵۷، چالشی جدی برای سینمای ایران شمرده می‌شود. امنیتی شدن فضای سینما، بخش‌بندی سینماگران به «خودی» و «غیرخودی» و مبارزه با نهادها و اتحادیه‌های صنفی نیمه‌مستقلی چون خانه سینما، از دیگر چالش‌های این دوره هستند.
پس از انقلاب ۵۷، حکومت ایران همواره تلاش کرده است تا با اقداماتی همچون تشدید ممیزی و سانسور، سیاست تقسیم‌بندی سینماگران به خودی و غیرخودی و ایجاد محدودیت بیشتر برای سینماگران مستقل، امنیتی کردن فضای سینمای ایران، مبارزه با نهادها و اتحادیه‌های صنفی نیمه‌مستقل مانند خانهٔ سینما و تلاش برای دولتی کردن سینما و کنترل همه‌جانبهٔ آن از سوی حکومت، حمایت از یک نوع سینمای فرمایشی و ایدئولوژیک با موضوعات مشخص مانند سینمای دفاع مقدس، سینمای فرامنطقه‌ای، سینمای فاخر و سینمای معناگرا و ایجاد فضای مناسب و راحت برای فیلم‌سازان وابسته به حکومت، میدان دادن به باندهای مافیایی و کاسب‌کاران سینمایی، انحصاری کردن سرمایه و امکانات دولتی و ایجاد فضایی پُرسوءظن در سینمای ایران مانع شکل‌گیری سینمایی مستقل، خلاق و مردمی شود. روح‌الله خمینی رهبر پیشین ایران، به صراحت سینمای پیش از انقلاب ۵۷ را «مرکز فحشا» می‌دانست و طی حدود پنج سال، دیدگاه او به‌طور کامل در ایران اجرا شد. نه‌تنها سینمای موسوم به فارسی تعطیل شد، بلکه بیش از یک نسل از بازیگران مشهور سینمای ایران در یکی از مهم‌ترین تصفیه‌های فرهنگی کاملاً حذف شدند. پس از انقلاب ۵۷ و در وزارت فرهنگ و ارشاد اسلامی، سانسور در قالب واژهٔ «ارشاد» نقشی ایدئولوژیک گرفت و سینمای دهه ۱۳۶۰ هم به شکل رسمی «سینمای حمایتی-هدایتی-نظارتی» خوانده شد و منتقدان از آن با عنوان «سینمای گلخانه‌ای» یاد می‌کردند که هر دو تعبیر نشان می‌داد که حکومت به عنوان بالادست فعالیت‌های فرهنگی بر تولید و پخش فیلم در ایران نظارت کامل دارد. سانسور دولتی و نبود مقررات مدون برای نظارت و تغییر مداوم سلیقه ممیزان با تغییر دولت‌ها، مانع صنعتی شدن واقعی سینما در ایران شد. به این ترتیب حکومت ایران نه‌تنها با نظارت و سانسور، اهداف فرهنگی و عقیدتی خود را به سینمای ایران تحمیل کرد، بلکه مانع شکل‌گیری صنعتی شد که بر اساس اصل عرضه و تقاضا عمل می‌کند.
به‌طور دقیق‌تر، پس از انقلاب ۱۳۵۷، حکومت جدید، نخست فیلم‌سازی را محدود کرد. سپس در صورت تبلیغ ارزش‌های اسلامی، به کارگردانان کمک مالی رساند. با این حال، مردم به این‌گونه فیلم‌ها علاقهٔ کمی نشان دادند و این دوران از فیلم‌سازی با محوریت مستقیم ایدئولوژی، دوام چندانی نیاورد. کمی بعد، فیلم‌هایی که به جنگ ایران و عراق می‌پرداختند و فیلم‌هایی که بیانگر مدارای بیشتر با ارزش‌های اسلامی بودند، جایگاه خود را به‌دست آوردند. استقرار مذهبی، عموماً تقلید از فیلم‌های غربی را ناپسند ساخت و سازوار کردن داستان‌های باستانی، قومی و مذهبی غربی و شرقی را تشویق کرد؛ مشروط بر اینکه دلواپسی‌های معاصر ایران را بازتاب دهند و محدودیت‌های اسلامی وضع‌شده را محترم شمارند.
در حدود دههٔ ۱۳۷۰، شوق نخستین انقلابی، با خواسته‌های میانه‌روی سیاسی و روابط بهتر با غرب، جایگزین شد. صنعت فیلم‌سازی ایران با جشنواره‌های فیلم ایرانی (همچون جشنواره فیلم فجر) که هر ساله به شکل جهانی برگزار می‌شوند، به یکی از بهترین‌های نوع خود، در جهان تبدیل شد. کارگردانانی چون بهرام بیضایی، عباس کیارستمی، محسن مخملباف و داریوش مهرجویی فیلم‌هایی را تولید کرده‌اند که جوایز قابل توجهی را در جشنواره‌های بین‌المللی به سمت خود کشاندند.
همچنین نسل جدیدی از کارگردانان زن ایرانی پدید آمد که شامل کارگردانانی چون رخشان بنی‌اعتماد و تهمینه میلانی می‌شود.
در فهرست سال ۲۰۱۷ برترین فیلم‌سازان سدهٔ ۲۱ میلادی از متاکریتیک، جعفر پناهی (با فیلم‌هایی چون دایره و تاکسی) در ردهٔ ۵، اصغر فرهادی (با فیلم‌هایی چون جدایی نادر از سیمین و فروشنده) در ردهٔ ۸، عباس کیارستمی (با فیلم‌هایی چون طعم گیلاس و کپی برابر اصل) در ردهٔ ۲۰ و بهمن قبادی (با فیلم‌هایی چون زمانی برای مستی اسب‌ها و لاک‌پشت‌ها هم پرواز می‌کنند) در در ردهٔ ۲۵ جای داشتند. با تمام این اوصاف، واکنش رسانه‌های ایرانی به اخبار دریافت جوایز سینمایی توسط ایرانیان، شامل اتهام «سیاه‌نمایی» می‌شود و ملاحظات جشنواره‌ای کارگردانان، مورد بحث بوده است. ایران کنونی، در پویانمایی در حال پیشرفت است و افزون بر پویانمایی‌های کوتاه، انواع مجموعه (همانند پهلوانان و شکرستان) و فیلم بلند پویانمایی (همانند تهران ۱۵۰۰ و فیل‌شاه) را می‌سازد.
جدایی نادر از سیمین به کارگردانی اصغر فرهادی و فیلم بچه‌های آسمان به کارگردانی مجید مجیدی دو فیلم ایرانی هستند که به فهرست ۲۵۰ فیلم برتر سینمای جهان راه یافتند. این فهرست توسط بانک اطلاعات اینترنتی فیلم‌ها (imbd) ارائه می‌شود.

## آموزش

### فیلم‌سازی
آموزش فیلم‌سازی در ایران با پیدایش رشته‌های مرتبط در دانشگاه‌های کشور پیش از انقلاب آزاد شد و پس از انقلاب با تأسیس دانشگاه‌ها و دانشکده‌های گستردهٔ هنری در نقاط مختلف کشور پیگیری شد. از سوی دیگر، نهاد و موسسات دولتی و آزاد نیز به برگزاری کلاس‌های آموزشی متعدد پرداختند. یکی از این نهادها انجمن سینمای جوانان ایران است. این انجمن بزرگ‌ترین انجمن فیلمسازی در ایران است که به آموزش فیلمسازی ۷ ماهه و دوره‌های تک‌درس کوتاه مدت و همچنین برگزاری جشنواره بین‌المللی فیلم کوتاه می‌پردازد.

## جشنواره‌ها و نهادها

### جشنواره‌ها

#### جشنواره فیلم فجر
جشنوارهٔ فیلم فجر مهم‌ترین جشنواره سینمایی ایران است. این جشنواره توسط بنیاد سینمایی فارابی و زیر نظر وزارت فرهنگ و ارشاد اسلامی برگزار شده است.

#### جشنواره سینما حقیقت
جشنواره سینما حقیقت جشنواره‌ای است که به صورت سالانه در ایران برگزار می‌شود. در این جشنواره انواع مستندها به نمایش در می‌آیند. کارکرد این جشنواره همانند جشنواره فیلم فجر ملّی و بین‌المللی است.

#### جشنواره بین‌المللی فیلم‌های کودکان و نوجوانان
جشنواره بین‌المللی فیلم‌های کودکان و نوجوانان جشنواره‌ای است که به صورت سالانه در ایران برگزار می‌شود. در این جشنواره انیمیشن‌ها و فیلم‌های کودک و هرگونه فیلمی که ویژهٔ این رده سنی باشد، به نمایش در می‌آیند. کارکرد این جشنواره ملّی و بین‌المللی است.

### سازمان‌ها و نهادها
خانه سینما بزرگ‌ترین نهاد صنفی عوامل تولید فیلم سینمایی در ایران است.

## شهرک‌های سینمایی
- شهرک سینمایی و تلویزیونی ایران
- شهرک سینمایی دفاع مقدس
- شهرک سینمایی پیامبر اعظم

## چالش‌ها

### دوران جمهوری اسلامی

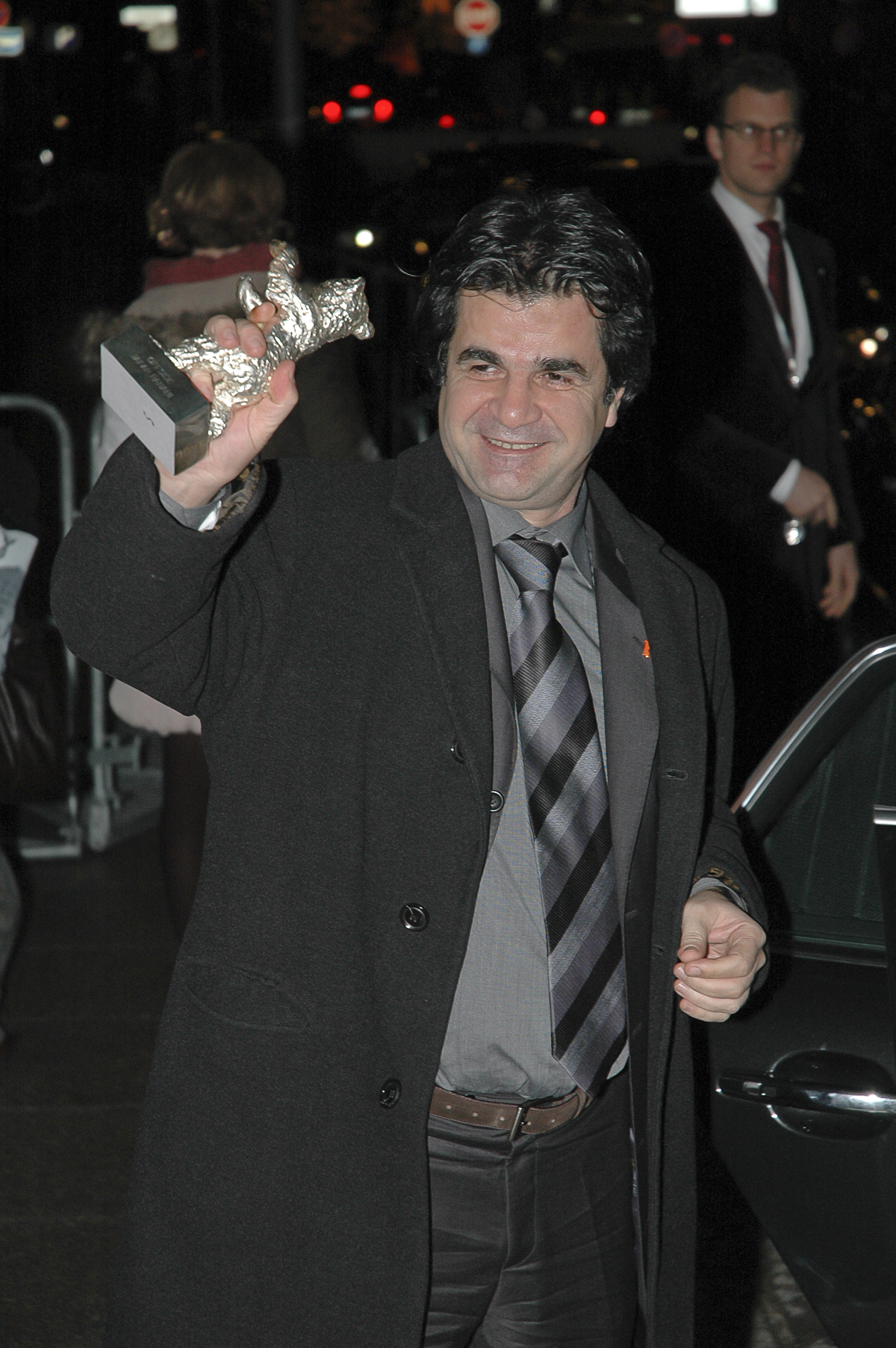
جعفر پناهی پس از ساخت فیلمی دربارهٔ اعتراضات ۱۳۸۸ افزون بر خروج از ایران، از کار فیلم‌سازی نیز منع شد.

از سال ۱۳۵۹ انقلاب فرهنگی به راه افتاد؛ دانشگاه‌های ایرانی تعطیل گشته و تمام رسانه‌های گروهی، سازمان‌های خبری و انتشارات ایرانی، به نظارت دولت انقلابی درآمدند. مقام رهبری انقلاب فرهنگی را به روشنی اعلام کرد: «ما همهٔ نشریات، رادیو و تلویزیون و سینماها را از فساد پاک خواهیم کرد. همه چیز باید در خدمت اسلام باشد.» کمی بعد، نمایان گردید که جمهوری اسلامی می‌خواهد سینما را نیز کاملاً زیر سلطهٔ خود داشته باشد و فیلم‌سازان دگراندیش ایران، در سینمای آیندهٔ این کشور، جایی ندارند. موجی از پاکسازی انقلابی در همگی رشته‌های هنری ایران پدیدار شد و بسیاری از هنرمندان، به همکاری با شاهنشاهی پهلوی متهم شدند.
در دوران جمهوری اسلامی، پیش آمده است که نیروهای تندرو، در مخالفت با نمایش حتی فیلمی که کارهای قانونی‌اش طی شده و مجوز اکران وزارت ارشاد نیز دارد، دست به اعتراض بزنند و از نمایش آن پیشگیری کنند. یورش تندروها در مواردی باعث نگرانی میان بازیگران و سینماگران ایرانی این دوره بوده است.
پس از انقلاب ۱۳۵۷، بحث بر سر بودن یا نبودن سینما مطرح بود. اساساً سینمایی وجود نداشت و حتی ویدیو قاچاق محسوب می‌شد و نگهداری ویدیو جرم بود. در ابتدای دهه شصت با انتشار ماهنامه فیلم و تأثیر آن بر نسل‌های پس از خود تأثیر انکارناپذیری در حیات و تداوم سینما در ایران به وجود آمد. مسعود مهرابی ده سال و تا شماره ۸۹ با دریافت مجوزهای تک‌شماره با چاپ و انتشار مجلّه فیلم در دورانی که نه سینمایی وجود داشت و نه فیلمی خوراک فرهنگی مردم را فراهم می‌کرد. از نسل این نشریه بسیاری از سینماگران و منتقدان مطرح امروز متولد شدند و سینمای ایران مجدد متولد شد. هم‌اکنون پویا مهرابی صاحب‌امتیاز و مدیرمسئول این نشریه است.
در اردیبهشت‌ماه ۱۴۰۰، محمدعلی سجادی، کارگردان، فیلم‌نامه‌نویس، تهیه‌کننده در گفت‌وگو با ایلنا اعلام داشت که: «ما یک ممیزی داریم و یک سیستم ایدئولوژیک داریم که در این چهار دهه نمی‌دانسته با سینما چه کند. در حقیقت هم دلش می‌خواست آن را حفظ کند و هم دلش می‌خواهد سر به تنش نباشد… بزرگ‌ترین مشکل سینما این است که عدّه‌ای سفارش‌دهنده هستند… سینمای ما در دست ارگان‌های دولتی و نظامی است.»

#### چالش حجاب اسلامی و برخورد با جنس مخالف
موضوع پوشش سر کاراکترهای زن در سینمای ایران در تنهایی یا در حضور محارم، از هنگام اجباری‌سازی حجاب اسلامی پس از انقلاب ۱۳۵۷ در این کشور، به یکی از دغدغه‌های اصلی کارگردان‌ها و تهیه‌کنندگان ایران تبدیل شد. شماری از فیلم‌های ایرانی که در یک تا دو سال پس از انقلاب اسلامی به ساخت رسیدند، چون که هنوز حجاب اجباری نگردیده بود، با همان روش پیش از این انقلاب فیلمبرداری شدند اما هنگامی که فیلم‌ها برای اکران رفتند، حجاب تبدیل به خط قرمز سینمای جمهوری اسلامی شد و بسیاری از این فیلم‌ها، از جمله مرگ یزدگرد توقیف شدند. گروهی از کارگردان‌های ایرانی اعلام کردند که برای تماشاگر فیلم، به هیچ وجه طبیعی و باورپذیر نیست که زنان با روسری خوابیده و جلوی شوهر یا پدرشان در خانه، حجاب کامل داشته باشند. در کل، پس از انقلاب، تلاش شد تا پوشش سر زنان در فیلم‌ها طبیعی جلوه داده شوند.
کارگردانان ایرانی اما راه‌هایی برای گریز از حجاب اجباری داشته‌اند و در نمونه‌ای از گونه‌هایی از کلاه بهره بردند. پس از انقلاب سال ۱۳۵۷، با محدودیت‌های شرعی و عرفی که برای طبیعی نشان‌دادن نقش زن مانع‌هایی ساخته بودند، بهره‌گیری از بازیگران زن‌پوش (مرد) در سینما و تئاتر مطرح گردید. چرایی بازی کردن مردها در نقش زن در سینمای پس از انقلاب ۱۳۵۷، شامل موردهای وابسته به حجاب و برخورد بدنی با مردان بوده است. برخورد فیزیکی زنان با مردان یکی از چالش‌های قابل توجه در دوران جمهوری اسلامی بوده است. بر پایهٔ فتوا (بیان حکم اسلامی توسط فقیه) مرجع‌های تقلید شیعه، دیدن موی زن توسط مردان نامحرم، حرام بوده است. با توجه به این فتوای عمومی میان مراجع، گاهی کارگردان‌ها برای آن که به شخصیت زن فیلم خود روسری نپوشانند، موی او را کامل تراشیده‌اند. کلاه‌گیس نیز کم‌کم به ترفندی برای حذف حجاب تبدیل شد اما مسئولان فرهنگی دورهٔ جمهوری اسلامی گفتند که کلاه‌گیس نمی‌تواند یک ترفند برای دور زدن حجاب شود. گروهی از کارگردان‌های ایرانی نیز با دستکاری تدوین و فیلم‌نامه، به گونه‌ای تغییر ایجاد کرده‌اند که چالش‌های حجاب را دور بزنند. عباس کیارستمی که اعلام داشت در دورهٔ فیلمسازی در ایران یادگرفته بود که چگونه از سانسورها پیشگیری کند، فیلم‌نامهٔ خود را به روشی می‌نوشت که نیاز نشود یک زن را تنها در خانه یا در کنار همسرش نمایش دهد که حجاب نیز دارد.

## زنان
بنیان‌گذاری‌های انقلابی پس از انقلاب ۱۳۵۷، از جمله دادگاه‌های انقلاب، با داشتن اختیارهایی نامحدود به تشکیل پروندهٔ قضایی برای بیشتر بازیگرها و خوانندگان زن پیش از این انقلاب دست زدند. آن‌ها که از دستورهای دینی اثر گرفته بودند، صرفِ بودن بی‌حجاب زن‌ها در اثرهای هنری را جرم دانستند و برای آن گروه از زنان که در شماری از فیلم‌های دارای صحنه‌هایی چون هم‌آغوشی و برهنگی بودند، حکم‌هایی در اندازهٔ اعدام قائل می‌شدند. اما در مواردی حتی از شماری درخواست گردید که دارایی خود را ببخشند. پاکسازی تقریباً همهٔ بازیگران زن مهم سینمای پیش از این انقلاب، به جز کسانی همانند پروانه معصومی، شهلا ریاحی، حمیده خیرآبادی، مهین شهابی، فخری خوروش و جمیله شیخی بعدها با نقدهایی در رسانه‌ها روبه‌رو شد.
بر اساس گزارشی در دویچه وله فارسی، نظام جمهوری اسلامی تلاش کرد تا از کارزار «اخلاقی» ضد «زن کافه»، که در جامعهٔ ایران نیز دارای چهره‌ای منفی بود، نهایت بهره‌گیری تبلیغاتی را داشته باشد و رسانه‌های دولتی این دوره، «زن کافه» را الگوی زنان مدرن و آگاه به‌شمار آوردند و در سویی دیگر، آن را مقابل «زن شایستهٔ مسلمان» گذاشتند. در نخستین محصول‌های سینمای اسلامی که از سال ۱۳۶۰ ساختشان آغاز شد، تقریباً نشانی از زنان جامعه دیده نشده است؛ امّا کمی بعد، جمهوری اسلامی، زنان را نیز دوباره به سینما وارد ساخت؛ زنی که الگویی شایسته خوانده شد. بر اساس همین گزارش، «این موجود نه از گوشت و پوست، بلکه از مشتی ارزش‌های کلّی «اخلاقی» ساخته شده است و بیش از اینکه انسانی زنده باشد، الگوی رفتار و اسوهٔ اخلاق است. زن باید آیت پاکدامنی و مهربانی و فداکاری باشد و سنگین‌ترین سختی‌ها و بی‌عدالتی‌ها را با بردباری تحمل کند.»

## آمار

### نخستین‌ها
- نخستین فیلمبردار ایرانی: میرزا ابراهیم خان عکاس باشی (۱۲۷۹)
- نخستین سینمای ایرانی: گراند سینما (۱۳۰۵)
- نخستین فیلم صامت ایرانی: آبی و رابی، اوانس اوگانیانس (۱۳۰۹)
- نخستین فیلم ناطق ایرانی: دختر لر، اردشیر ایرانی (۱۳۱۲)
- نخستین فیلم دوبله فارسی: دختر فراری، اسماعیل کوشان (۱۳۲۵)
- نخستین کارگردان زن ایرانی: شهلا ریاحی، فیلم مرجان (۱۳۳۵)
- نخستین مجله سینمایی ایرانی: ستاره سینما (۱۳۳۲)
- نخستین جایزه جایزه خرس نقره‌ای از جشنواره برلین: طبیعت بی جان (۱۳۵۴)
- نخستین جایزه دوربین طلایی از جشنواره کن: بادکنک سفید (۱۳۷۴)
- نخستین جایزه نخل طلای جشنواره فیلم کن برای فیلم طعم گیلاس (۱۳۷۶)
- نخستین جایزه شیر طلایی جشنواره ونیز: دایره (۱۳۷۹)
- نخستین جایزه خرس طلایی از جشنواره برلین: جدایی نادر از سیمین (۱۳۹۰)
- نخستین جایزه گلدن گلوب بهترین فیلم خارجی زبان برای فیلم جدایی نادر از سیمین
- نخستین جایزه اسکار بهترین فیلم خارجی‌زبان برای فیلم جدایی نادر از سیمین (۱۳۹۰)

در سال ۱۳۱۲ خورشیدی، اردشیر ایرانی، اوّلین فیلم ناطق فارسی‌زبان را به نام دختر لر در بمبئی کشور هندوستان ساخت. استقبالی که از این فیلم شد، مقدمات ساخت فیلم‌های ایرانی دیگر را فراهم کرد. اوّلین سینمای همگانی در ایران را میرزا ابراهیم خان عکاس‌باشی در سال ۱۲۸۳ خورشیدی برابر با ۱۹۰۴ میلادی، افتتاح کرد. سپس مهدی خان روسی سالنی را در خیابان علاءالدوله و سپس در خیابان لاله‌زار افتتاح کرد؛ امّا اولین سالن رسمی و حرفه‌ای سینمای ایران که به‌طور منظم فیلم پخش می‌کرد، در سال ۱۳۰۵ خورشیدی به نام گراند سینما و به دست علی وکیلی در تهران ساخته شد. در سال ۱۳۰۸ خورشیدی نیز چند سالن سینما در تهران ساخته شد. از آن جمله سینما «ایران» در لاله‌زار، سینما «مایاک»، و سینما «سپه» که ظرفیت بیش از ۱۱۰۰ نفر را داشت. خان بابا معتضدی (متولد ۱۲۷۱ خورشیدی در تبریز) در سال ۱۳۰۷ به عنوان نخستین فیلم‌بردار حرفه‌ای و نیز به عنوان یک سینمادار، فعالیت‌های بسیاری انجام داد. وی در سال ۱۳۰۸ خورشیدی فیلم‌برداری نخستین فیلم سینمایی در ایران با نام آبی و رابی به کارگردانی اوانس اوهانیانس را انجام داده است.

### دستاوردهای بین‌المللی
در سال‌های ۱۳۵۰ تا ۱۳۹۴ سینمای ایران در بخش فیلم‌های بلند سینمایی ۲۰۲ جایزه بین‌المللی (فقط در بخش بازیگری) دریافت کرده است. در سایر بخش‌ها مانند کارگردانی و تصویربرداری و همچنین فیلم‌های کوتاه و مستند و انیمیشن نیز جوایزی دریافت کرده است.
سینمای مستند و انیمیشن ایران سال ۱۳۹۸ با حضور و دریافت جوایز معتبر بین‌المللی بیشترین سهم را در موفقیت هنر هفتم ایران در آن سوی مرزها داشته‌اند و دارد. سینمای مستند ایران در کنار انیمیشن قطعاً از پرافتخارترین فیلم‌های ایرانی چه به لحاظ میزان حضور و چه از نظر جوایز طی سال‌های اخیر به حساب می‌آیند و در بررسی موفقیت آثار مستند در سال ۹۸ همین نکته بس که سینمای مستند ایران بیش از ۱۳۷ حضور در جشنواره‌های معتبر دنیا را تجربه کرده است. سینمای مستند ایران طی ۱۳۷ بار حضور خود توانسته ۳۹ جایزه از جشنواره‌های معتبر جهانی نیز کسب کند که تا حدودی یک رکورد برای مستندسازان ایرانی به حساب می‌آید.
- از مهم‌ترین رویدادها:
- برنده خرس نقره‌ای بهترین کارگردانی جشنواره فیلم برلین برای فیلم طبیعت بی جان ۱۹۷۴ سهراب شهید ثالث
- برنده جایزه بهترین فیلم کوتاه از جشنواره مسکو برای فیلم سفر بهرام بیضایی
- جایزه خرس نقره‌ای جشنواره فیلم برلین برای فیلم باغ سنگی ۱۹۷۶ پرویز کیمیاوی
- جایزه بزرگ بهترین فیلم جشنواره سه قاره نانت، فرانسه، ۱۹۸۹، به فیلم آب، باد، خاک ساخته امیر نادری
- جایزه بزرگ بهترین فیلم جشنواره سه قاره نانت، فرانسه، ۱۹۸۵، به فیلم دونده ساخته امیر نادری
- برنده جایزهٔ نقرهٔ بهترین فیلم جشنواره سه قاره، فرانسه ۱۹۹۳، برای فیلم سارا داریوش مهرجویی
- جایزه پلنگ طلایی جشنواره فیلم لوکارنو، ۱۹۹۷، به فیلم آیینه ساخته جعفر پناهی
- جایزه بزرگ بهترین فیلم در جشنواره سه قاره، فرانسه، ۱۹۹۶ به فیلم یک داستان واقعی کار ابوالفضل جلیلی
- جایزه دوربین طلایی جشنواره فیلم کن، فرانسه، ۱۹۹۵، به فیلم بادکنک سفید اثر جعفر پناهی
- برگزیده شدن بچه‌های آسمان جزء ۵ نامزد نهایی جایزه بهترین فیلم خارجی در اسکار ۱۹۹۸
- جایزه روبرتو روسلینی در جشنواره کن، فرانسه، ۱۹۹۲، به عباس کیارستمی به خاطر مجموعه آثارش. جایزه فرانسوا تروفو در جشنواره فیلم جیفونی، ۱۹۹۲، به عباس کیارستمی به خاطر مجموعه آثار
- نامزد نخل طلایی جشنواره فیلم کن برای فیلم زیر درختان زیتون ۱۹۹۴ عباس کیارستمی
- نامزد جایزهٔ اسکار بهترین فیلمبرداری برای فیلم اویتا ۱۹۹۶ داریوش خنجی
- برنده شیر طلایی جشنواره فیلم ونیز برای فیلم دایره جعفر پناهی
- برنده نخل طلای جشنواره فیلم کن برای فیلم طعم گیلاس ۱۹۹۷ عباس کیارستمی
- برنده جوایز کلیسای جهانی، تقدیرنامه منتقدان بین‌المللی، بهترین فیلم از نگاه تماشاگران و جایزه ویژه از بیست و یکمین جشنواره فیلم مونترال برای فیلم بچه‌های آسمان ۱۹۹۷ مجید مجیدی
- برنده جایزه طلایی از جشنواره فیلم توکیو برای فیلم مسافر جنوب ۱۹۹۷ پرویز شهبازی
- جایزه دوربین طلایی جشنواره فیلم کن ۲۰۰۰ برای فیلم زمانی برای مستی اسب‌ها بهمن قبادی
- برنده جایزه منتقدین جشنوارهٔ فیلم لندن ۲۰۰۲ برای فیلم من ترانه ۱۵ سال دارم رسول صدرعاملی
- برنده خرس شیشه‌ای جشنواره بین‌المللی فیلم برلین برای فیلم لاک‌پشت‌ها هم پرواز می‌کنند ۲۰۰۵ بهمن قبادی
- برنده خرس نقره ای برای بهترین کارگردانی از جشنواره بین‌المللی فیلم برلین ۲۰۰۸ به فیلم دربارهٔ الی اصغر فرهادی
- برنده بهترین فیلم اول از جشنواره بین‌المللی فیلم مونترال ۲۰۰۹ به محمدرضا وطن دوست برای فیلم وقتی لیموها زرد شدند
- برنده خرس طلایی راز جشنواره بین‌المللی فیلم برلین ۲۰۱۱ به فیلم جدایی نادر از سیمین
- برنده جایزه ویژه فیلم‌های خارجی جایزه گلدن گلوب در سال ۲۰۱۱ به فیلم جدایی نادر از سیمین اصغر فرهادی
- دریافت جایزه اسکار ۲۰۱۲ بهترین فیلم خارجی زبان برای فیلم جدایی نادر از سیمین اصغر فرهادی
- برنده جایزه ستلایت ۲۰۱۱ بهترین فیلم برای فیلم جدایی نادر از سیمین اصغر فرهادی
- برنده جایزه سزار ۲۰۱۲ بهترین فیلم خارجی زبان برای فیلم جدایی نادر از سیمین اصغر فرهادی
- برنده جوایز بودیل و دیوید دی دوناتلو ۲۰۱۲ بهترین فیلم خارجی زبان برای فیلم جدایی نادر از سیمین اصغر فرهادی
- برنده جایزه بهترین فیلم از جشنواره فیلم سیدنی، بهترین فیلم از نگاه مردم در جشنواره فیلم ونکوور، فیلم تحسین شده حلقه منتقدان فیلم نیویورک، بهترین فیلم غیر انگلیسی زبان از هیئت ملی بازبینی فیلم در سال ۲۰۱۱
- برنده جایزه قرقاول طلایی جشنواره بین‌المللی فیلم کرالا هند در سال ۲۰۱۳ برای بهترین فیلم پرویز مجید برزگر
- برنده جایزه بهترین بازیگر مرد جشنواره بین‌المللی فیلم براتیسلاوا ۲۰۱۵ توسط نوید محمدزاده برای فیلم ناهید
- برنده جایزه نخل طلایی کن ۲۰۱۶ (بازیگر مرد) توسط شهاب حسینی برای فیلم، فروشنده،
- برنده جایزه نخل طلایی کن ۲۰۱۶ (فیلم‌نامه) توسط اصغر فرهادی برای فیلم‌نامه، فروشنده،
- برنده جایزه بهترین فیلم در جشنواره فیلم مونیخ به اصغر فرهادی برای فیلم، ,فروشنده، ,
- برنده جایزه انجمن ملی نقد فیلم آمریکا به فیلم، ,فروشنده، , اصغر فرهادی
- برنده بهترین فیلم جشنواره فیلم پارسی استرالیا به فیلم، ,فروشنده، , اصغر فرهادی
- برنده جایزه اسکار ۲۰۱۷ بهترین فیلم خارجی زبان برای فیلم فروشنده اصغر فرهادی
- برنده جایزه بهترین بازیگر مرد بخش مسابقه بین‌المللی جشنواره بین‌المللی فیلم براتیسلاوا ۲۰۱۷ توسط نوید محمدزاده برای فیلم بدون تاریخ، بدون امضاء
- برنده جایزه بهترین بازیگر مرد جشنواره فیلم آسیا پاسیفیک ۲۰۱۷ توسط نوید محمدزاده برای فیلم بدون تاریخ، بدون امضاء
- برنده شیر نقره ای بهترین بهترین کارگردانی بخش افق‌های جشنواره فیلم ونیز ۲۰۱۸ توسط وحید جلیلوند برای فیلم بدون تاریخ، بدون امضاء
- برنده بهترین بهترین کارگردانی جشنواره فیلم فست توسط وحید جلیلوند برای فیلم بدون تاریخ، بدون امضاء
- برنده بهترین بهترین کارگردانی جشنواره فیلم تسالونیکی توسط وحید جلیلوند برای فیلم بدون تاریخ، بدون امضاء
- برنده بهترین بهترین کارگردانی جشنواره فیلم شیکاگو توسط وحید جلیلوند برای فیلم بدون تاریخ، بدون امضاء
- برنده جایزه بهترین بازیگر نقش مکمل مرد بخش افق‌های جشنواره فیلم ونیز ۲۰۱۸ توسط نوید محمدزاده برای فیلم بدون تاریخ، بدون امضاء
- برنده شیر نقره ای بهترین فیلم بخش افق‌های جشنواره فیلم ونیز ۲۰۲۲ توسط هومن سیدی برای فیلم جنگ جهانی سوم
- برنده جایزه بهترین بازیگر مرد بخش افق‌های جشنواره فیلم ونیز ۲۰۲۲ توسط محسن تنابنده برای فیلم جنگ جهانی سوم
- برنده بهترین فیلم آینده آسیا جشنواره بین‌المللی فیلم توکیو ۲۰۲۲ به محمدرضا وطن دوست برای فیلم پروانه‌ها فقط یک روز زندگی می‌کنند

## سینماها
| سال  | بلیت‌ها | درآمد     | منبع   |
| ---- | ------ | --------- | ------ |
| ۱۳۶۴ | ۷۷٫۱   | ۵۶۲٫۶     | [ ۴۶ ] |
| ۱۳۶۵ | ۷۸٫۲   | ۶۷۱٫۴     | [ ۴۷ ] |
| ۱۳۶۶ | ۸۰٫۳   | ۷۲۱٫۰     | [ ۴۸ ] |
| ۱۳۶۷ | ۷۶٫۸   | ۷۵۶٫۷     | [ ۴۹ ] |
| ۱۳۶۸ | ۸۰٫۵   | ۸۵۵٫۱     | [ ۵۰ ] |
| ۱۳۶۹ | ۸۱٫۱   | ۱۲۰۷٫۴    | [ ۵۱ ] |
| ۱۳۷۰ | ۶۶٫۶   | ۱۴۶۳٫۱    | [ ۵۲ ] |
| ۱۳۷۱ | ۵۴٫۰   | ۱۵۷۴٫۱    | [ ۵۳ ] |
| ۱۳۷۲ | ۵۴٫۸   | ۲۴۱۲٫۵    | [ ۵۴ ] |
| ۱۳۷۳ | ۵۷٫۰   | ۲۷۹۷٫۰    | [ ۵۵ ] |
| ۱۳۷۴ | ۵۲٫۵   | ۳۳۰۳٫۰    | [ ۵۶ ] |
| ۱۳۷۵ | ۴۴٫۷   | ۴۴۳۹٫۵    | [ ۵۷ ] |
| ۱۳۷۶ | ۳۹٫۸   | ۴۹۹۰٫۰    | [ ۵۸ ] |
| ۱۳۷۷ | ۳۰٫۸   | ۶۰۳۴٫۵    | [ ۵۹ ] |
| ۱۳۷۸ | ۳۳٫۸   | ۸۱۸۵٫۸    | [ ۶۰ ] |
| ۱۳۷۹ | ۳۲٫۹   | ۹۴۵۱٫۹    | [ ۶۱ ] |
| ۱۳۸۰ | ۲۱٫۶   | ۸۳۱۴٫۰    | [ ۶۲ ] |
| ۱۳۸۱ | ۱۸٫۰   | ۸۵۲۴٫۶    | [ ۶۳ ] |
| ۱۳۸۲ | ۱۳٫۲   | ۶۹۵۶٫۰    | [ ۶۴ ] |
| ۱۳۸۳ | ۱۶٫۴   | ۱۰۲۵۲٫۹   | [ ۶۵ ] |
| ۱۳۸۴ | ۱۵٫۱   | ۱۰۶۲۵٫۸   | [ ۶۶ ] |
| ۱۳۸۵ | ۱۵٫۹   | ۱۴۵۵۷٫۴   | [ ۶۷ ] |
| ۱۳۸۶ | ۱۴٫۴   | ۱۵۳۲۲٫۳   | [ ۶۸ ] |
| ۱۳۸۷ | ۱۵٫۱   | ۲۰۱۹۱٫۲   | [ ۶۹ ] |
| ۱۳۸۸ | ۱۸٫۱   | ۳۰۳۴۸٫۴   | [ ۷۰ ] |
| ۱۳۸۹ | ۱۰٫۹   | ۲۴۶۴۲٫۷   | [ ۷۱ ] |
| ۱۳۹۰ | ۱۴٫۵   | ۳۴۹۴۵٫۱   | [ ۷۲ ] |
| ۱۳۹۱ | ۱۰٫۶   | ۳۲۷۱۷٫۰   | [ ۷۳ ] |
| ۱۳۹۲ | ۹٫۶    | ۴۱۹۲۷٫۷   | [ ۷۴ ] |
| ۱۳۹۳ | ۱۲٫۶   | ۵۵۲۸۴٫۰   | [ ۷۵ ] |
| ۱۳۹۴ | ۱۳٫۳   | ۷۲۷۷۳٫۸   | [ ۷۶ ] |
| ۱۳۹۵ | ۲۵٫۸   | ۱۶۹۲۷۸٫۰  | [ ۷۷ ] |
| ۱۳۹۶ | ۲۲٫۸   | ۱۸۰۵۱۴٫۵  | [ ۷۸ ] |
| ۱۳۹۷ | ۲۸٫۵   | ۲۵۰۷۷۲٫۰  | [ ۷۹ ] |
| ۱۳۹۸ | ۲۶٫۳   | ۲۹۹۳۴۳٫۷  | [ ۸۰ ] |
| ۱۳۹۹ | ۰٫۲    | ۲۳۴۲٫۶    | [ ۸۱ ] |
| ۱۴۰۰ | ۷٬۰    | ۱۵۸۷۴۲٬۷  |        |
| ۱۴۰۱ | ۱۴٬۳   | ۴۴۹۰۹۶٬۴  |        |
| ۱۴۰۲ | ۲۶٬۹   | ۱۱۵۹۴۷۴٬۰ |        |
| ۱۴۰۳ | ۳۴٬۴   | ۱۹۳۹۱۱۷٬۱ |        |

تا سال ۱۳۹۲، ۲۴۷ سالن سینما در ایران وجود داشت که در ۶۰ شهر پراکنده بوده‌اند و در مقابل، ۱٬۰۸۱ نقطهٔ شهری ایران فاقد سالن سینما بوده‌اند. شهر تهران و استان تهران بیشترین تعداد سینماهای کشور را دارد؛ در حالی که استان‌های سیستان و بلوچستان، خراسان شمالی و کهگیلویه و بویراحمد فاقد سینما هستند. در سال ۱۳۹۱ حدود ۸٫۵ میلیون نفر از سینماهای ایران بازدید کرده‌اند که به این ترتیب مشخص می‌شود که هر ایرانی هر نه سال یکبار به سینما می‌رود. در سال ۱۳۹۷ تعداد سینماهای ایران به ۵۵۰ سالن افزایش یافته است. در سال ۱۴۰۳ بیش از ۳۴٫۴ میلیون نفر به سینما رفتند. این بدین معناست که به‌طور میانگین تقریباً هر دو سال و نیم یکبار، هر ایرانی به سینما می‌رود. این میزان جمعیت در ۲۵ سال اخیر بی‌سابقه بوده است.

### پرفروش‌ترین وپربیننده‌ترین فیلم‌ها
در حال حاضر، هفتاد سی (۱۴۰۲) به کارگردانی بهرام افشاری با فروش ۳۶۰ میلیارد تومانی، پرفروش‌ترین فیلم سینمای ایران در سال نخست اکران بدون در نظر گرفتن نرخ تورم است. همچنین فسیل (کریم امینی، ۱۳۹۹) با بیش از ۷٬۴ میلیون بیننده، پربیننده‌ترین فیلم تاریخ سینمای ایران در سال نخست اکران و عقاب‌ها (ساموئل خاچیکیان، ۱۳۶۳) با ۱۰٬۲ میلیون تماشاچی، پربیننده‌ترین فیلم ایران در طول سال‌های اکران در سینماهاست.
انیمیشن فیل‌شاه در اکران نوروزی ۹۷ موفق شد پس از ۷ هفته نمایش، رکورد فروش تاریخ انیمیشن ایران را بشکند و به «پرفروش‌ترین انیمیشن سینمای ایران» تبدیل شود. «فیل‌شاه» در مجموع توانست  فروشی بیش از ۸ میلیارد تومان در گیشه سینماها داشته باشد.

### «بهترین» فیلم‌ها
رأی‌گیری‌های گوناگون برای گزینش برترین فیلم‌های ایرانی نتیجه‌های گوناگونی داشته است.
مجلّهٔ فیلم
سال ۱۳۸۸
1. گوزنها
2. باشو غریبه کوچک
3. سوته‌دلان
4. درباره الی
5. هامون
6. تنگنا و گاو
7. ناخدا خورشید
8. ناصرالدین‌شاه آکتور سینما
9. آرامش در حضور دیگران و کندو

سال ۱۳۹۸
1. گوزنها
2. ناخدا خورشید
3. باشو غریبه کوچک
4. درباره الی
5. هامون
6. جدایی نادر از سیمین
7. سوته‌دلان
8. گاو و اجاره‌نشین‌ها
9. کندو

فارن پالیسی
از نگاه مجله فارن پالیسی در سال ۲۰۰۹
- گاو
- گبه
- مارمولک
- نیمه پنهان
- باشو غریبه کوچک
- برزخی‌ها
- آدم‌برفی
- سنتوری
- گوزن‌ها

اسکرین اینترنشنال
از نگاه نشریه اسکرین اینترنشنال در سال ۲۰۱۱
- باران
- روسری آبی
- متولد ماه مهر
- نیمه پنهان
- بوی کافور، عطر یاس
- سفر قندهار
- آینه
- عینک دودی
- زمانی برای مستی اسب‌ها
- باد ما را خواهد برد

اگزمینر
از نگاه نشریه واشینگتن اگزمینر در سال ۲۰۰۹
- بچه‌های آسمان
- باران
- روزی که زن شدم
- گاو
- ده
- رنگ خدا
- آفساید
- کافه ترانزیت

بی بوک
از نگاه وبگاه بی بوک در سال ۲۰۱۱
- کلوزآپ
- درباره الی
- بچه‌های آسمان
- باد ما را خواهد برد
- طعم گیلاس
- جدایی نادر از سیمین
- بادکنک سفید
- پرسپولیس
- سلام سینما

بی‌بی‌سی فارسی
از نگاه تلویزیون بی‌بی‌سی فارسی در سال ۲۰۱۹ (فیلم‌های پس از انقلاب)
- باشو غریبه کوچک
- اجاره نشین‌ها
- دونده
- خانه دوست کجاست
- جدایی نادر از سیمین
- هامون
- طعم گیلاس
- دربارهٔ الی
- ناخدا خورشید
- ناصرالدین شاه آکتور سینما

## کارگردانان و بازیگران مشهور
سینمای ایران کارگردانان و بازیگران بزرگی را به جهان معرفی کرده است. برخی از کارگردانان مطرح شامل عباس کیارستمی، اصغر فرهادی، جعفر پناهی، و بهرام بیضایی هستند. بازیگرانی چون لیلا حاتمی، پرویز پرستویی، شهاب حسینی و نیکی کریمی نیز به‌طور گسترده‌ای شناخته شده‌اند.
این کارگردانان و بازیگران با آثار برجستهٔ خود، نه‌تنها در ایران بلکه در سطح بین‌المللی نیز شناخته می‌شوند و سینمای ایران را به عنوان یک قدرت هنری در جهان معرفی کرده‌اند.

### دیگر منابع
- جعفری‌نژاد، شهرام (۱۳۹۸). «بهترین فیلم‌های زندگی ما: نتیجهٔ نهایی». فیلم (۵۵۸).
- فراستی، مسعود (آبان ۱۳۸۱). «بهترین فیلم‌های عمر ما: بهترین فیلم‌ها و فیلم‌سازان تاریخ سینما از نگاه ۵۵ منتقد سینمایی». نقد سینما. تهران: سوره مهر (۳۳): ۷۲–۸۷ – به واسطهٔ نورمگز.
- فعالیت ۹۰۰ سالن سینما در کشور

سالنامه‌های آماری
- باقریان، امیرحسین (اردیبهشت ۱۳۹۶). سیمای سینمای ایران: نگاهی از دریچه آمار به سینما در سال‌های ۱۳۶۴ تا ۱۳۶۹ (PDF). سازمان سینمایی کشور.
- فتحی، زهره؛ خاموشی، پانته‌آ (مهر ۱۳۹۶). سیمای سینمای ایران: نگاهی از دریچه آمار به سینما در سال‌های ۱۳۷۰ تا ۱۳۷۹ (PDF). سازمان سینمایی کشور.
- فتحی، زهره؛ خاموشی، پانته‌آ (فروردین ۱۳۹۷). سیمای سینمای ایران: نگاهی از دریچه آمار به سینما در سال‌های ۱۳۸۰ تا ۱۳۸۹ (PDF). سازمان سینمایی کشور.
- فتحی، زهره؛ خاموشی، پانته‌آ (تابستان ۱۳۹۵). سالنامه آماری سینمای ایران سال ۱۳۶۴ (PDF). سازمان سینمایی کشور.
- فتحی، زهره؛ خاموشی، پانته‌آ (تابستان ۱۳۹۵). سالنامه آماری سینمای ایران سال ۱۳۶۵ (PDF). سازمان سینمایی کشور.
- فتحی، زهره؛ خاموشی، پانته‌آ (تابستان ۱۳۹۵). سالنامه آماری سینمای ایران سال ۱۳۶۶ (PDF). سازمان سینمایی کشور.
- فتحی، زهره؛ خاموشی، پانته‌آ (پاییز ۱۳۹۵). سالنامه آماری سینمای ایران سال ۱۳۶۷ (PDF). سازمان سینمایی کشور.
- فتحی، زهره؛ خاموشی، پانته‌آ (پاییز ۱۳۹۵). سالنامه آماری سینمای ایران سال ۱۳۶۸ (PDF). سازمان سینمایی کشور.
- فتحی، زهره؛ خاموشی، پانته‌آ (پاییز ۱۳۹۵). سالنامه آماری سینمای ایران سال ۱۳۶۹ (PDF). سازمان سینمایی کشور.
- فتحی، زهره؛ خاموشی، پانته‌آ (پاییز ۱۳۹۵). سالنامه آماری سینمای ایران سال ۱۳۷۰ (PDF). سازمان سینمایی کشور.
- فتحی، زهره؛ خاموشی، پانته‌آ (زمستان ۱۳۹۵). سالنامه آماری سینمای ایران سال ۱۳۷۱ (PDF). سازمان سینمایی کشور.
- فتحی، زهره؛ خاموشی، پانته‌آ (زمستان ۱۳۹۵). سالنامه آماری سینمای ایران سال ۱۳۷۲ (PDF). سازمان سینمایی کشور.
- فتحی، زهره؛ خاموشی، پانته‌آ (بهار ۱۳۹۶). سالنامه آماری سینمای ایران سال ۱۳۷۳ (PDF). سازمان سینمایی کشور.
- فتحی، زهره؛ خاموشی، پانته‌آ (بهار ۱۳۹۶). سالنامه آماری سینمای ایران سال ۱۳۷۴ (PDF). سازمان سینمایی کشور.
- فتحی، زهره؛ خاموشی، پانته‌آ (بهار ۱۳۹۶). سالنامه آماری سینمای ایران سال ۱۳۷۵ (PDF). سازمان سینمایی کشور.
- فتحی، زهره؛ خاموشی، پانته‌آ (تابستان ۱۳۹۶). سالنامه آماری سینمای ایران سال ۱۳۷۶ (PDF). سازمان سینمایی کشور.
- فتحی، زهره؛ خاموشی، پانته‌آ (تابستان ۱۳۹۶). سالنامه آماری سینمای ایران سال ۱۳۷۷ (PDF). سازمان سینمایی کشور.
- فتحی، زهره؛ خاموشی، پانته‌آ (تابستان ۱۳۹۶). سالنامه آماری سینمای ایران سال ۱۳۷۸ (PDF). سازمان سینمایی کشور.
- فتحی، زهره؛ خاموشی، پانته‌آ (تابستان ۱۳۹۶). سالنامه آماری سینمای ایران سال ۱۳۷۹ (PDF). سازمان سینمایی کشور.
- فتحی، زهره؛ خاموشی، پانته‌آ (پاییز ۱۳۹۶). سالنامه آماری سینمای ایران سال ۱۳۸۰ (PDF). سازمان سینمایی کشور.
- فتحی، زهره؛ خاموشی، پانته‌آ (پاییز ۱۳۹۶). سالنامه آماری سینمای ایران سال ۱۳۸۱ (PDF). سازمان سینمایی کشور.
- فتحی، زهره؛ خاموشی، پانته‌آ (پاییز ۱۳۹۶). سالنامه آماری سینمای ایران سال ۱۳۸۲ (PDF). سازمان سینمایی کشور.
- فتحی، زهره؛ خاموشی، پانته‌آ (پاییز ۱۳۹۶). سالنامه آماری سینمای ایران سال ۱۳۸۳ (PDF). سازمان سینمایی کشور.
- فتحی، زهره؛ خاموشی، پانته‌آ (پاییز ۱۳۹۶). سالنامه آماری سینمای ایران سال ۱۳۸۴ (PDF). سازمان سینمایی کشور.
- فتحی، زهره؛ خاموشی، پانته‌آ (پاییز ۱۳۹۶). سالنامه آماری سینمای ایران سال ۱۳۸۵ (PDF). سازمان سینمایی کشور.
- فتحی، زهره؛ خاموشی، پانته‌آ (پاییز ۱۳۹۶). سالنامه آماری سینمای ایران سال ۱۳۸۶ (PDF). سازمان سینمایی کشور.
- فتحی، زهره؛ خاموشی، پانته‌آ (زمستان ۱۳۹۶). سالنامه آماری سینمای ایران سال ۱۳۸۷ (PDF). سازمان سینمایی کشور.
- فتحی، زهره؛ خاموشی، پانته‌آ (زمستان ۱۳۹۶). سالنامه آماری سینمای ایران سال ۱۳۸۸ (PDF). سازمان سینمایی کشور.
- فتحی، زهره؛ خاموشی، پانته‌آ (زمستان ۱۳۹۶). سالنامه آماری سینمای ایران سال ۱۳۸۹ (PDF). سازمان سینمایی کشور.
- فتحی، زهره؛ خاموشی، پانته‌آ (زمستان ۱۳۹۶). سالنامه آماری سینمای ایران سال ۱۳۹۰ (PDF). سازمان سینمایی کشور.
- فتحی، زهره؛ خاموشی، پانته‌آ (زمستان ۱۳۹۶). سالنامه آماری سینمای ایران سال ۱۳۹۱ (PDF). سازمان سینمایی کشور.
- فتحی، زهره؛ خاموشی، پانته‌آ (تابستان ۱۳۹۷). سالنامه آماری سینمای ایران سال ۱۳۹۲ (PDF). سازمان سینمایی کشور.
- فتحی، زهره؛ خاموشی، پانته‌آ (تابستان ۱۳۹۷). سالنامه آماری سینمای ایران سال ۱۳۹۳ (PDF). سازمان سینمایی کشور.
- فتحی، زهره؛ خاموشی، پانته‌آ (تابستان ۱۳۹۷). سالنامه آماری سینمای ایران سال ۱۳۹۴ (PDF). سازمان سینمایی کشور.
- فتحی، زهره؛ خاموشی، پانته‌آ (پاییز ۱۳۹۷). سالنامه آماری سینمای ایران سال ۱۳۹۵ (PDF). سازمان سینمایی کشور.
- فتحی، زهره؛ خاموشی، پانته‌آ (بهار ۱۳۹۷). سالنامه آماری سینمای ایران سال ۱۳۹۶ (PDF). سازمان سینمایی کشور.
- فتحی، زهره؛ خاموشی، پانته‌آ (بهار ۱۳۹۸). سالنامه آماری سینمای ایران سال ۱۳۹۷ (PDF). سازمان سینمایی کشور.
- فتحی، زهره؛ خاموشی، پانته‌آ (بهار ۱۳۹۹). سالنامه آماری سینمای ایران سال ۱۳۹۸ (PDF). سازمان سینمایی کشور.
- نعمتی، نجیبه (تابستان ۱۴۰۰). سالنامه آماری سینمای ایران سال ۱۳۹۹ (PDF). سازمان سینمایی کشور.